# Tomanowy Wierch Polski
Tomanowy Wierch Polski (słow. Poľská Tomanová) – szczyt o wysokości 1977 m w Tatrach Zachodnich. Znajduje się w głównej grani Tatr, którą biegnie granica polsko-słowacka.

## Topografia
Znajduje się w załamaniu głównej grani, pomiędzy Ciemniakiem w Czerwonych Wierchach, od którego oddziela go niższy i mało wybitny wierzchołek Suchego Wierchu Tomanowego i Tomanowa Przełęcz (1685 m), a Smreczyńskim Wierchem, oddzielony od niego Smreczyńską Przełęczą (1796 m). W grani pomiędzy Tomanowym Wierchem a Smreczyńską Przełęczą znajduje się niewybitny wierzchołek Tomanowej Kopy będący zwornikiem dla Zadniego Smreczyńskiego Grzbietu. Pomiędzy tym grzbietem a główną granią od Suchego Wierchu Tomanowego do Tomanowej Kopy znajduje się Dolina Sucha Tomanowa. W południowo-wschodnim kierunku odchodzi od Tomanowego Wierchu krótka grańka rozgałęziająca się na dwa ramiona; jedno opada w zachodnim (z odchyleniem na północ) kierunku do Tomanowego Wierchu Liptowskiego, drugie w południowo-wschodnim poprzez wierzchołek Kniaziowej Kopy. Pomiędzy tymi ramionami znajduje się Dolina Jaworowa Liptowska. W południowo-zachodnim kierunku stoki Tomanowego Wierchu opadają do Szerokiego Żlebu, stoki północno-zachodnie opadają do Doliny Tomanowej Liptowskiej. Tak więc Tomanowy Wierch wznosi się nad czterema dolinkami będącymi kotłami lodowcowymi. Są one górnymi piętrami dwóch dolin walnych: Doliny Kościeliskiej i Doliny Cichej.

## Opis szczytu
Zbudowany jest z alaskitów i skał metamorficznych, a jego zbocza są kamieniste. Nazwa szczytu znana jest od dawna. W 1615 r. w nadaniach królewskich istniała nazwa Tomanowa Góra. Pierwsze odnotowane wejście na szczyt – Ludwik Zejszner w 1838 r., pierwsze wejście zimowe – narciarze ZON w 1910 r. Szczyt i cały jego obszar stanowią ścisły rezerwat przyrody i są niedostępne turystycznie. Dawniej nazywany był też Tomanową Polską.

## Przypisy

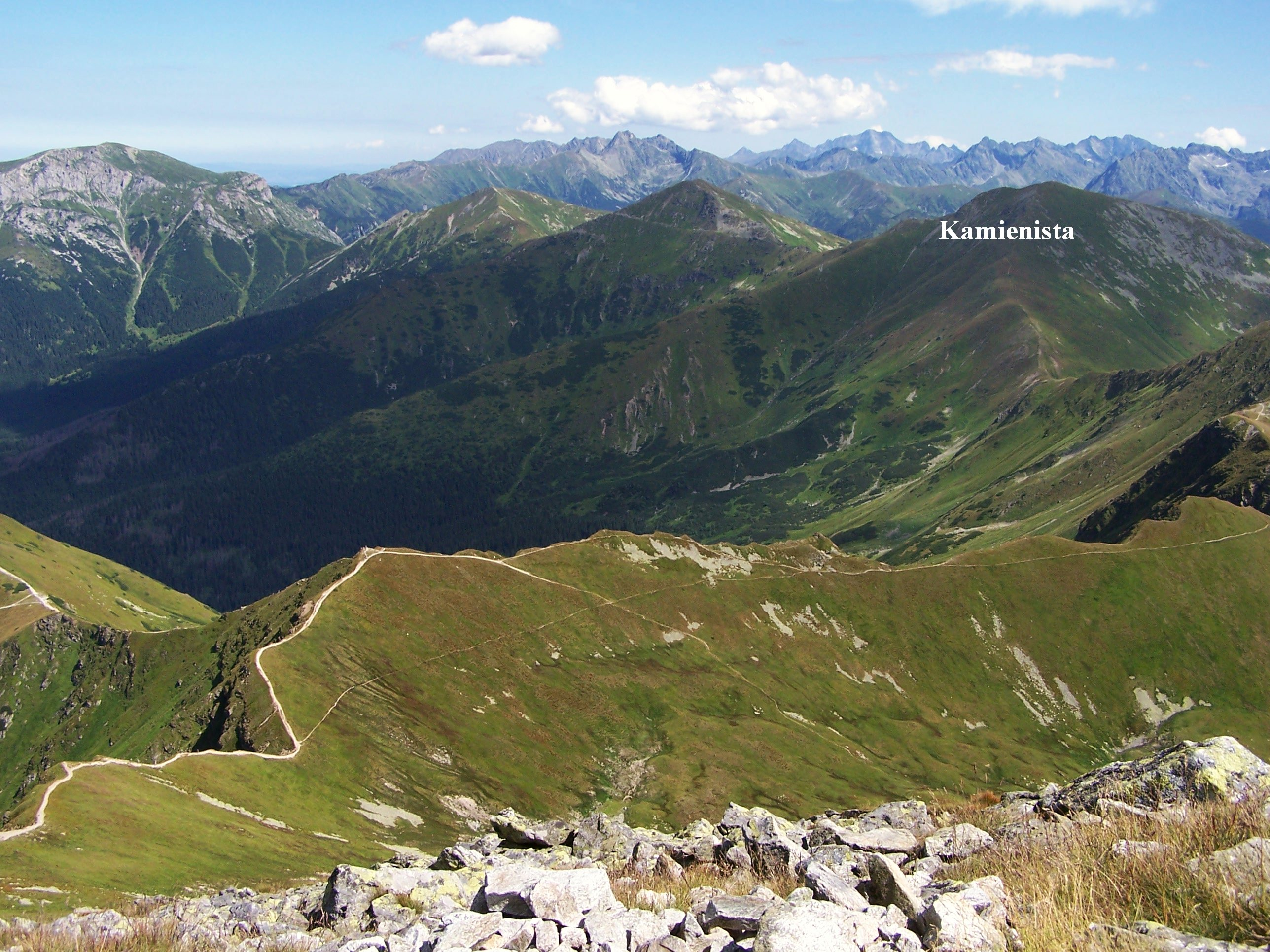
Tomanowy Wierch trzeci na lewo od Kamienistej
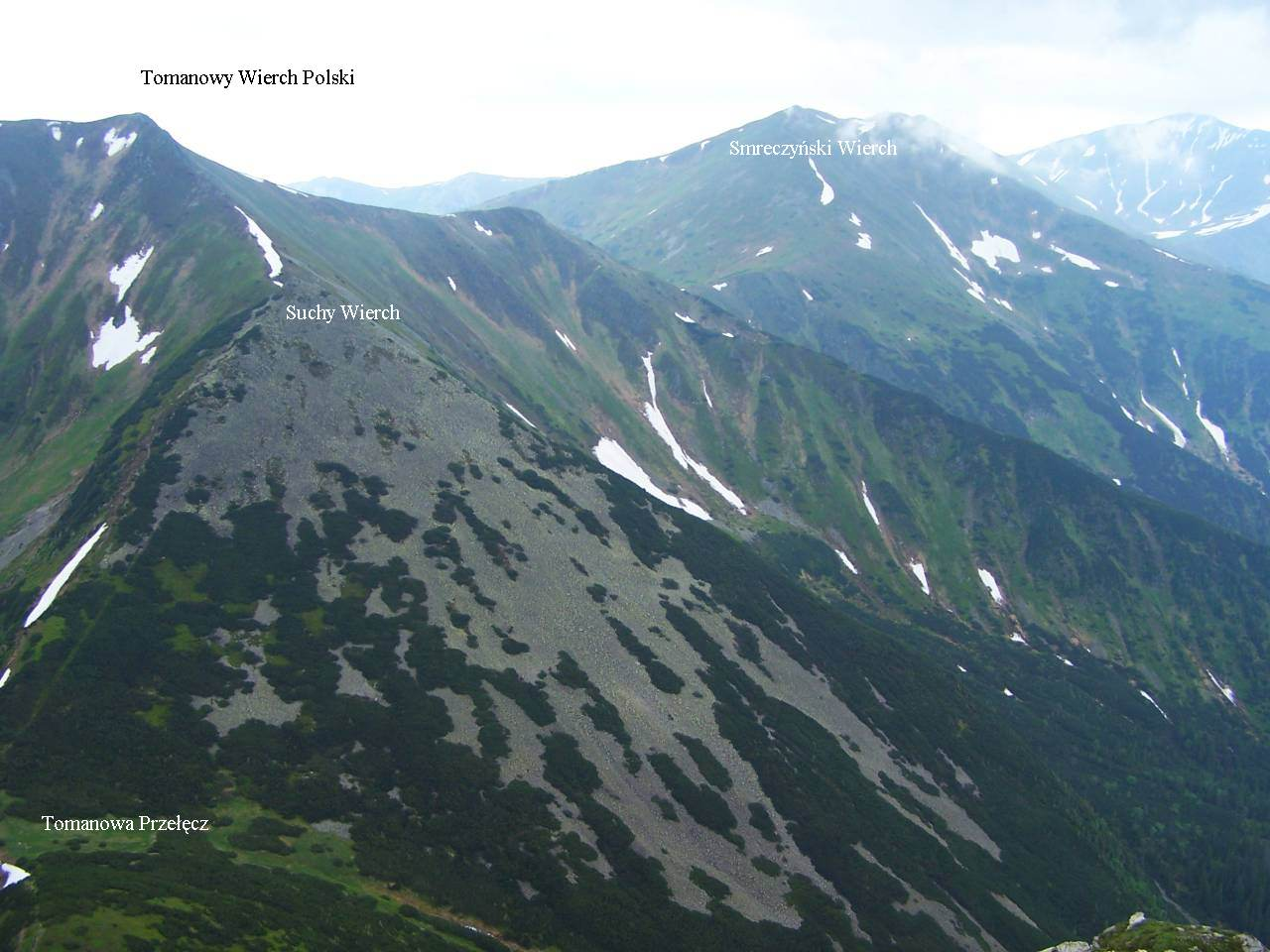
Tomanowy Wierch i Smreczyński Wierch
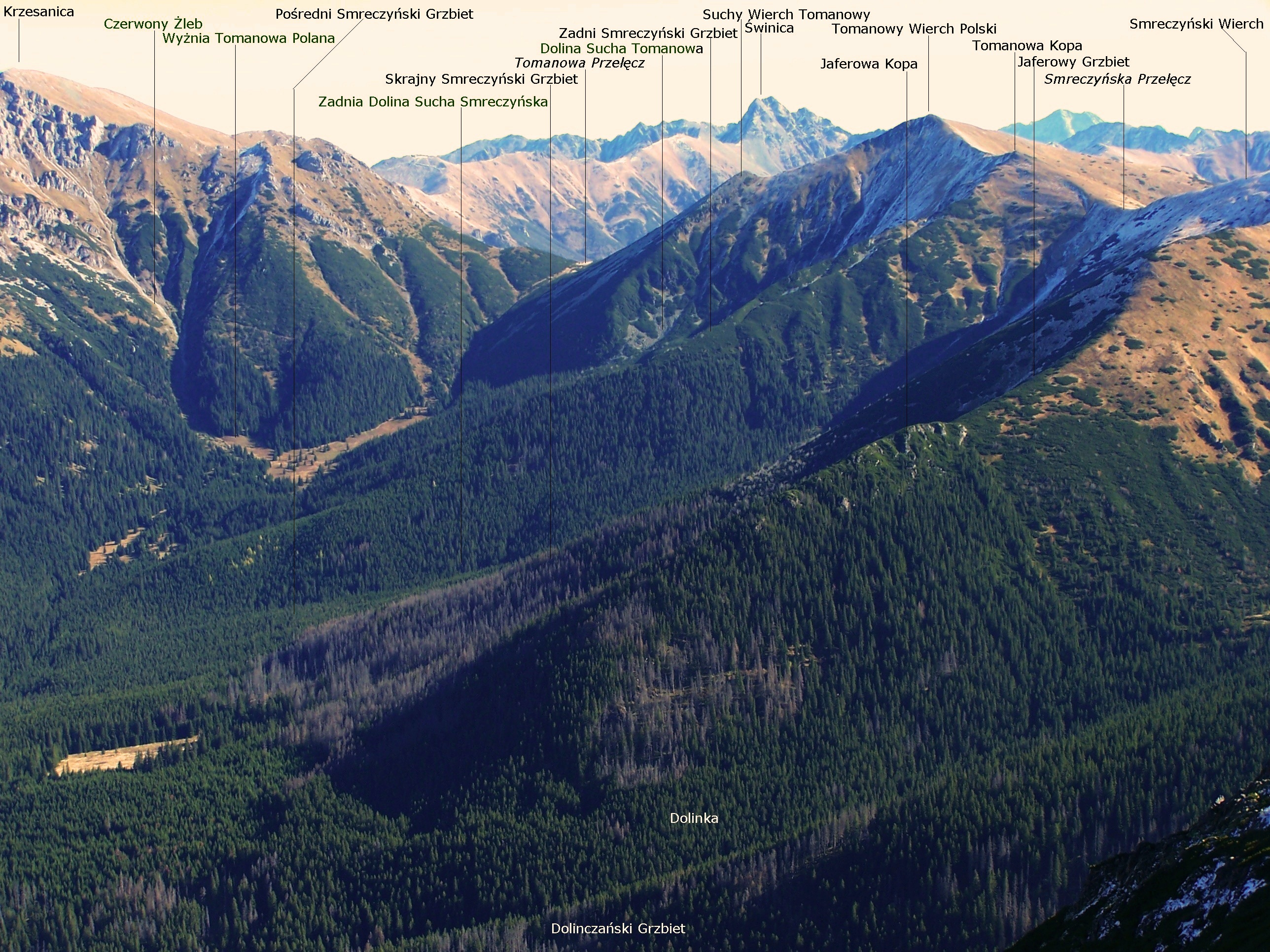
Widok z Ornaku
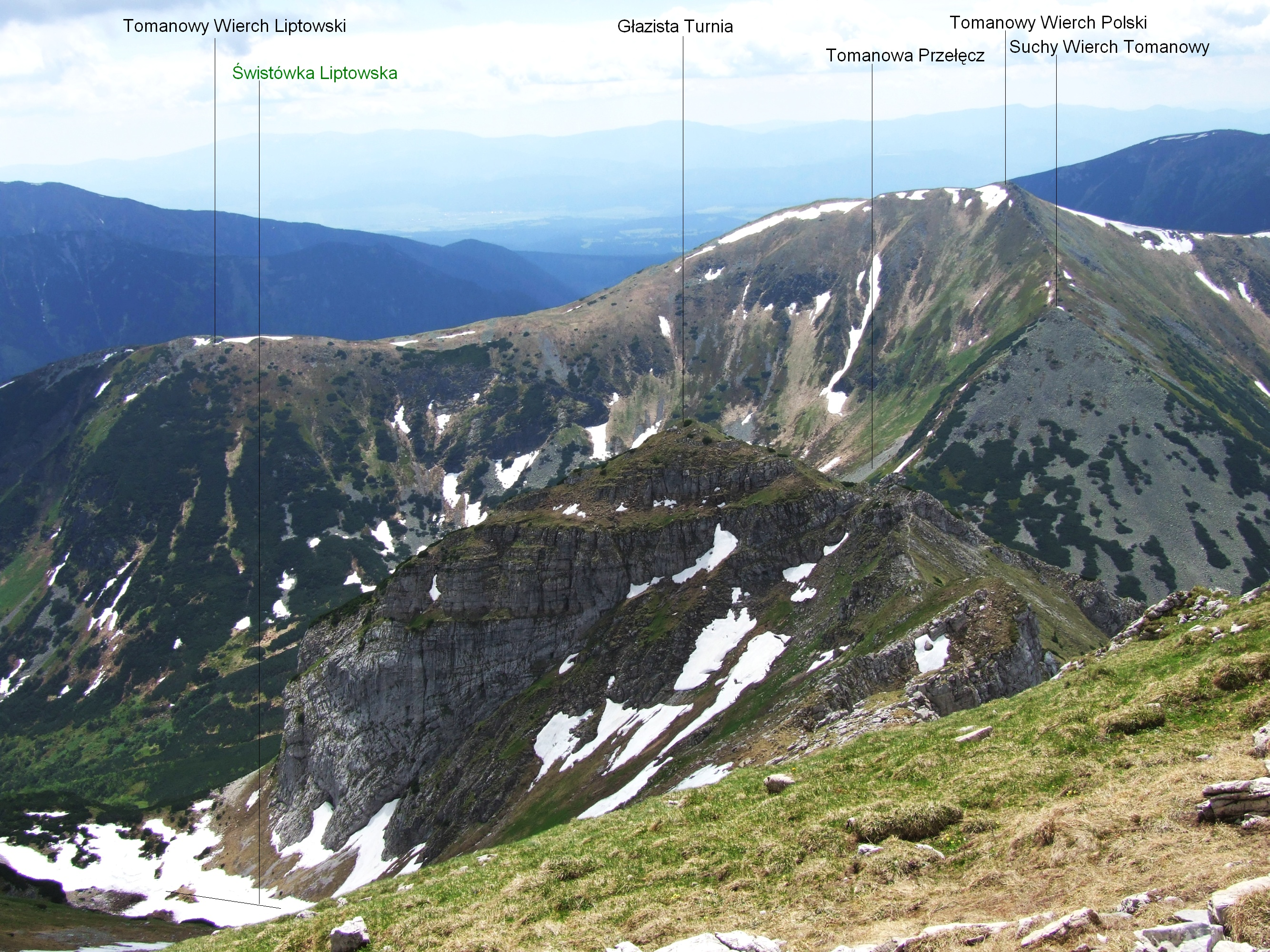
Widok Ciemniaka